# Joachim Buchheister
Joachim Buchheister (* 16. August 1963 in Minden) ist ein deutscher Jurist, ehemaliger Richter des Bundesverwaltungsgerichts und amtierender Präsident des Oberverwaltungsgerichts Berlin-Brandenburg.

## Leben
Nach dem Abschluss seiner juristischen Ausbildung trat Buchheister im April 1994 in den höheren Justizdienst des Landes Brandenburg ein. Dort war er nach einer halbjährigen Abordnung an das Verwaltungsgericht Münster am Verwaltungsgericht Potsdam tätig. Ab April 1997 war er bis Dezember 1999 als wissenschaftlicher Mitarbeiter an das Verfassungsgericht des Landes Brandenburg abgeordnet. Am 1. Januar 2000 wurde Buchheister Richter am Oberverwaltungsgericht Brandenburg. Von Dezember 2005 bis März 2006 war er an das brandenburgische Ministerium der Justiz abgeordnet. Im Januar 2007 wurde Buchheister zum Vorsitzenden Richter am Oberverwaltungsgericht Berlin-Brandenburg ernannt.
Ab Juni 2008 war Buchheister Richter am Bundesverwaltungsgericht. Hier wurde er dem 3. Revisionssenat zugewiesen, der unter anderem für das Gesundheitsverwaltungsrecht, das Recht der Land- und Forstwirtschaft, das Lebensmittelrecht, das Jagd- und Fischereirecht, das Vermögenszuordnungsrecht und das Verkehrsrecht zuständig ist.
Seit Dezember 2013 ist Buchheister Präsident des Oberverwaltungsgerichts Berlin-Brandenburg.